# Shankar Balachandran
Shankar Balachandran is een Indiaas diplomaat. Hij is sinds 2021 ambassadeur in Suriname.

## Biografie
Balachandran studeerde af als doctor. Hij diende in 2021 als consul-generaal in de Sri Lankaanse stad Jaffna. Na het vertrek van Mahender Singh Kanyal, medio 2021, volgde hij hem op als ambassadeur van India in Suriname. Daarnaast is hij voor zijn land ook niet residerende ambassadeur voor Saint Lucia en Barbados en Sint Vincent en de Grenadines. Een van zijn eerste officiële optredens in Suriname was de viering van de 75e onafhankelijkheidsdag van India op 15 augustus.  Hij bleef drie jaar aan tot medio 2024.